# Middleburg Heights
Middleburg Heights es una ciudad ubicada en el condado de Cuyahoga en el estado estadounidense de Ohio. En el Censo de 2010 tenía una población de 15946 habitantes y una densidad poblacional de 762,36 personas por km².

## Geografía
Middleburg Heights se encuentra ubicada en las coordenadas 41°22′12″N 81°48′49″O / 41.37000, -81.81361. Según la Oficina del Censo de los Estados Unidos, Middleburg Heights tiene una superficie total de 20.92 km², de la cual 20.89 km² corresponden a tierra firme y (0.14%) 0.03 km² es agua.

## Demografía
Según el censo de 2010, había 15946 personas residiendo en Middleburg Heights. La densidad de población era de 762,36 hab./km². De los 15946 habitantes, Middleburg Heights estaba compuesto por el 91.11% blancos, el 1.59% eran afroamericanos, el 0.17% eran amerindios, el 5.56% eran asiáticos, el 0.03% eran isleños del Pacífico, el 0.6% eran de otras razas y el 0.95% pertenecían a dos o más razas. Del total de la población el 2.23% eran hispanos o latinos de cualquier raza.